# Dataskyddsdirektivet
Dataskyddsdirektivet, eller Europaparlamentets och rådets direktiv 95/46/EG av den 24 oktober 1995 om skydd för enskilda personer med avseende på behandling av personuppgifter och om det fria flödet av sådana uppgifter, var ett EU-direktiv. I Sverige införlivades direktivets bestämmelser genom personuppgiftslagen. Genom direktivet skyddades personuppgifter.
EU:s dataskyddsreform genomfördes 2018 för att modernisera dataskyddsdirektivet från 1995 och ersätta det med en dataskyddsförordning. Förordningen innebar även att de nationella personuppgiftslagarna som hade införlivat direktivet på nationell nivå upphävdes, däribland den svenska personuppgiftslagen.

## Genomförande av medlemsstaterna
EU-direktiv förbinder medlemsstaterna att genomföra lagstiftning som uppnår vissa mål. Om ett direktiv inte införlivas, kan det ändå i vissa fall åberopas av medborgarna i enlighet med principen om direkt effekt.
Direktivet 95/46/EG om skyddet för personliga data skulle ha varit genomfört av medlemsstaterna i slutet av 1998.

## Registerbeskrivning
En registerbeskrivning är ett dokument som klargör bland annat den registeransvariges kontaktuppgifter, vilka personuppgifter som behandlas och ändamålet med registret samt principerna gällande utlämnande av, och skyddande av användarens personuppgifter.